# Channa panaw
Channa panaw е вид бодлоперка от семейство Channidae. Видът не е застрашен от изчезване.

## Разпространение
Разпространен е в Мианмар.

## Описание
На дължина достигат до 17,1 cm.
Популацията на вида е стабилна.